# بيتر دل مونتي
بيتر دل مونتي (بالإيطالية: Peter Del Monte)‏ هو كاتب سيناريو ومخرج إيطالي، ولد في 29 يوليو 1943 في سان فرانسيسكو في الولايات المتحدة.

## وصلات خارجية
- بيتر دل مونتي على موقع IMDb (الإنجليزية)
- بيتر دل مونتي على موقع روتن توميتوز (الإنجليزية)
- بيتر دل مونتي على موقع ألو سيني (الفرنسية)
- بيتر دل مونتي على موقع أول موفي (الإنجليزية)
- بيتر دل مونتي على موقع قاعدة بيانات الأفلام السويدية (السويدية)
- بيتر دل مونتي على موقع قاعدة بيانات الفيلم (الإنجليزية)
- بيتر دل مونتي على موقع كينوبويسك (الروسية)